# Когда мы вместе, никто не круче
«Когда мы вместе, никто не круче» — третий студийный альбом российской рок-группы «Звери», выпущенный 26 марта 2006 года.

## Об альбоме
Записью и сведением альбома «Когда мы вместе, никто не круче» занимался Алексей Мартынов, мастерил альбом Андрей Субботин в студии «ZveriSound» в период октября 2005 года по январь 2006 года. Наибольшую часть материала к альбому написал Роман Билык, некоторые песни были написаны в сотрудничестве. На песни «Снегопад», «Танцуй», «До скорой встречи!» текст написан совместно с Виктором Бондаревым, также тексты песен «С добрым утром», «Лапами вверх» принадлежат полностью его авторству. На запись композиции «Солнечный зайчик» была приглашена скрипачка Феодора и DJ «Мёртвая голова», который также работал над аранжировкой «Весёлые гастроли» вместе с группой. В бонусной песне «Весёлые гастроли» можно услышать, как Роман зачитывает отрывок из мультфильма «Кто пасётся на лугу?» 1973 года. Дизайном альбома, как и на предыдущей работе, занимались М. Широкова и М. Лейпунский. Александром Войтинский стал режиссёром клипа «Рома, извини», на роль оператора был приглашён Сергей Трофимов, который также был оператором в съёмках видео «До скорой встречи!». Автором идеи видеоклипа «До скорой встречи!» является О’Генри, сценарием занимались Билык и Войтинский.

## Рецензии
Обложку альбома украсило её коллективное фото; до этого Рома Зверь старался на вопросы о составе «Зверей» отвечать уклончиво, имея в виду, что остальные инструменталисты выполняют исключительно второстепенные функции. Впрочем, возможно, что приступ коллективизма постиг музыкантов как следствие пафосно-наивного названия третьей пластинки: требовалась некая наглядная иллюстрация пионерского лозунга «Когда мы вместе, никто не круче». Как бы то ни было, к третьему альбому «Звери» действительно здорово сыгрались и способны на концертах показывать настоящее рок-шоу — слаженное и жесткое.
— Алексей Мажаев, InterMedia

Удачнейшим образом «Звери» скопировали сами себя, достигли максимального упрощения музыкального и текстового материала и стали достойным бойз-бэндом. Зажигательные «Снегопад» и «Танцуй», романтичные «Наедине» и «С добрым утром» не раз ещё всколыхнут юные женские сердца, займут лидирующие строчки в хит-парадах, а на концертах к ногам музыкантов упадут плюшевые мишки и леденцы на палочке.
— пишет Сергей Шуба на сайте Newsmusic.ru
Критики отмечали влияние на некоторые песни британского рока: Hard-Fi («Свобода»), Franz Ferdinand («Снегопад»), Arctic Monkeys («Рома, извини», «Танцуй»). Сингл «Весёлые гастроли» вышел в качестве бонуса к альбому.

## Список композиций
Все тексты написаны Романом Билыком, «Снегопад», «Танцуй», «До скорой встречи!» написаны в соавторстве с В. Бондаревым, а «С добрым утром», «Лапами вверх» написаны Бондаревым, вся музыка написана Романом Билыком.
| №                   | Название             | Длительность |
| ------------------- | -------------------- | ------------ |
| 1.                  | «Свобода»            | 3:23         |
| 2.                  | «Снегопад»           | 3:10         |
| 3.                  | «Квартира»           | 3:45         |
| 4.                  | «Рома, извини»       | 3:20         |
| 5.                  | «С добрым утром»     | 3:24         |
| 6.                  | «Наедине»            | 4:41         |
| 7.                  | «Танцуй»             | 3:11         |
| 8.                  | «Киборг-убийца»      | 2:59         |
| 9.                  | «Не предавай»        | 3:54         |
| 10.                 | «Лапами вверх»       | 5:12         |
| 11.                 | «Не беда»            | 2:34         |
| 12.                 | «Солнечный зайчик»   | 2:43         |
| 13.                 | «До скорой встречи!» | 4:15         |
| Общая длительность: | Общая длительность:  | 46:31        |

| №                   | Название                   | Длительность |
| ------------------- | -------------------------- | ------------ |
| 14.                 | «Весёлые гастроли» (бонус) | 3:37         |
| Общая длительность: | Общая длительность:        | 50:08        |

## Участники записи
| Звери - Рома «Зверь» — вокал, гитара. - Максим «Леончик» Леонов — гитара. - Кирилл «Кирбас» Антоненко — клавиши. - Михаил «Пчёлка» Краев — ударные. - Константин «Катастрофа» Лабецкий — бас-гитара. Приглашённые музыканты - Феодора — скрипка. - DJ «Мертвая голова» — аранжировка (№ 12, 14). | В создании альбома также принимали участие - Алексей Мартынов — звукорежиссёр. - Александр Войтинский — продюсер. - М. Широкова — дизайн. - М. Лейпунский — дизайн. |

## Видеоклипы
- «Рома, извини» (2005)
- «До скорой встречи» (2005)
- «Танцуй» (2006)